# Batalla de Laurón
La batalla de Laurón fue un enfrentamiento militar librado en el 76 a. C., entre una fuerza de populares renegados al mando del general Quinto Sertorio y las legiones de la República romana comandadas por el general Cneo Pompeyo Magno, como parte de la Guerra Sertoriana.

## Antecedentes
En el 80 a. C., el general popular Quinto Sertorio invadió Hispania, derrotando al gobernador Lucio Fufidio en el río Betis. Después de la victoria, Sertorio consiguió aplastar a otros ejércitos optimates en distintas batallas hasta hacerse con toda la península ibérica. Amenazado por este éxito, el Senado romano elevó a Hispania Ulterior al rango de provincia proconsular y envió al procónsul Quinto Cecilio Metelo Pío con un gran ejército para combatirlo. Posteriormente, el legado rebelde, Lucio Hirtuleyo, venció en Ilerda al procónsul de la Galia Transalpina, Lucio Manlio, quien había cruzado los Pirineos con tres legiones romanas y 1.500 jinetes.
Sertorio utilizó las tácticas guerrilleras con tal eficiencia que llevó a Metelo al punto del agotamiento, mientras Hirtuleyo venció al gobernador de la Hispania Citerior, Marco Domicio Calvino, forzando al Senado a enviar a Cneo Pompeyo con una hueste a ayudarlo en el 76 a. C.. A Pompeyo le habían nombrado procónsul de forma extralegal por el Senado, pues jamás había desempeñado cargo elegido alguno. Cuando dejó Roma había dicho: «A quien Roma había enviado no en lugar de un cónsul, sino en lugar de ambos cónsules».
Ese mismo año, a las fuerzas sertorianas se sumó Marco Perpenna Ventón, quien había luchado con el cónsul rebelde, Marco Emilio Lépido, en el 78 a. C.. Su fuerza equivalía a 53 cohortes, unos 20.000 a 26.000 hombres, quizás 30.000. Así reforzado, Sertorio intentó tomar las ciudades de la costa mediterránea en manos enemigas. Su primer objetivo fue Laurón, que, como muchas otras ciudades, había cambiado de bando al llegar Pompeyo.

## Fuerzas enfrentadas

### Populares
Paulo Orosio dice que Sertorio disponía de un ejército de 60.000 infantes y 8.000 jinetes en el apogeo de su revuelta. Aunque Plutarco eleva la cifra a 150.000. Sus fuerzas se componían principalmente de hispanos de origen romano, procedentes de colonias itálicas o militares, pero también de guerreros de los pueblos autóctonos.
Sin embargo, él había enviado a Hirtuleyo a Itálica con 20.000 hombres para enfrentar a Metelo. Además, había enviado a Perpenna a reforzar a Cayo Herenio, quien estaba en el territorio de los ilercavones, con 20.000 infantes y 1.500 jinetes según Tito Livio. Por ello, probablemente sólo tuviera veinte o treinta mil combatientes en Laurón.

### Optimates
Historiadores modernos creen que los optimates tendrían entre 30.000 y 40.000 legionarios en Hispania por entonces, número que aumentaba mucho al incluir a los aliados y auxiliares. Calvino tenía el mando de un ejército procónsular típico de la época, es decir, unas dos legiones más auxiliares. En cambio, Metelo mandaba una provincia en abierta revuelta, haciendo de un ejército proconsular normal insuficiente, tanto que debió traer de sus propios reclutas en Italia para luchar, así que debía mandar tres, probablemente cuatro legiones. Además, de haber contado con un ejército normal para un procónsul, Metelo hubiera dispuesto de menos legiones que Manlio, su colega que gobernaba una provincia en paz, lo que carece de sentido.
Acorde a Servio Sulpicio Galba, cuyo testimonio recoge Orosio, Pompeyo llegó a Hispania con 30.000 infantes y 1.000 jinetes, el equivalente a 5 o 6 legiones romanas. Sin embargo, el historiador español José Manuel Roldán Hervás considera que la infantería de Pompeyo debió llegar a los 50.000 hombres si se cuentan a los legionarios como a los auxiliares. El procónsul había reunido su ejército en Palencia y de ahí marchó a Laurón.

## Asedio
La ciudad estaba estratégicamente entre Pompeyo y Metelo, y Sertorio quería evitar que se unieran y castigar a la urbe por apoyar a sus enemigos. En tanto, Pompeyo quería acabar con el rebelde rápidamente y atribuirse el mérito de haber acabado la guerra. Así, ambos ejércitos marcharon a Laurón. Sertorio llegó primero y puso la ciudad bajo sitio; Pompeyo llegó después y empezó a construir su campamento de inmediato muy cerca del de su oponente, forzándolo a entablar batalla. El plan pompeyano era atrapar a Sertorio entre la ciudad y sus soldados. Para ello envió un mensajero a los defensores de Laurón, pidiéndoles que se mantuvieran en las murallas y vieran como asediaba al rebelde.
Sin embargo, Sertorio se enteró y dejó 6.000 soldados en su antiguo campamento, marchando con el resto a ocupar una colina. En caso de que Pompeyo atacará a estos últimos, los soldados en el campamento podrían caer sobre su retaguardia. Plutarco también dice que:

Mas éste [Sertorio], cuando lo supo, se echó a reír, y «Ya volviendo a aquel la vista, pensaban en mudanzas; pero le enseñaré yo- dijo al discípulo de Sila, porque así llamaba por burla a Pompeyo- que el general debe mirar mucho en derredor, y no precisamente delante de sí»;

El procónsul se dio cuenta de que no podía hacer nada ya para salvar la ciudad, pero se negó a retirarse y tuvo que observar como Laurón se rendía. El rebelde perdonó la vida de los habitantes y les permitió irse, pero quemó la localidad para que todos supieran que Pompeyo había permitido la destrucción de una ciudad aliada ante sus ojos. Este evento fue la derrota que más le dolió al procónsul, la más humillante, pasando de estar seguro de su victoria a vencido rápidamente. Sin embargo, otras fuentes dicen que la ciudad cayó por asalto y el rebelde masacró a la mayoría de la población y vendió como esclavos a los que se salvaron en la Lusitania. Apiano menciona el episodio de una mujer local que le arrancó los ojos a un rebelde que intentaba violarla y que al enterarse el caudillo ordenó ejecutar a toda la cohorte a la que pertenecía el soldado, aunque todos fueran romanos, porque estaban acostumbrados a tales comportamientos.

## Batalla
Frontino dice que sólo había dos terrenos donde recolectar forraje entre ambos campamentos, uno cerca y otro lejos. Sertorio ordenó a su infantería ligera someter a constante acoso a toda tropa pompeyana que se internara en el área más cercana hasta convencer al enemigo de ir al más lejano. En una ocasión, las tropas de Pompeyo fueron a aquella región a recolectar, cuando el rebelde mandó a 10 cohortes de infantería pesada y otro tanto de infantería ligera hispana al mando de Octavio Graecino y 2.000 jinetes a cargo de Gayo Tarquicio Prisco a tenderles una emboscada. Así, durante la noche, los sertorianos examinaron el terreno y escondieron a la infantería hispana en un bosque cercano, con una segunda línea formada por la infantería pesada y una retaguardia compuesta de caballería, impidiendo que se escucharan los rebuznos de los caballos. Luego descansaron hasta la mañana siguiente.
Al llegar el día, los pompeyanos estaban distraídos recolectando y pensando en volver a su campamento, mientras sus vigías se ocupaban más de buscar comida que en vigilar. Fue entonces cuando los hispanos los atacaron, matando a los dispersos y poniendo en fuga al resto, que rápidamente pudieron organizar una línea defensiva. Sin embargo, no sirvió de mucho, pues entonces llegó la infantería pesada de los rebeldes, que emergió del bosque y venció a los que intentaron hacerles frente. Luego salió la caballería, que dio caza a los fugitivos. Los sertorianos dispusieron a 250 jinetes, que siguiendo atajos, mataron a todo pompeyano antes que llegara a su campamento. Al enterarse de esto, Pompeyo envió una legión a cargo del legado Décimo Laelio para reforzar a sus recolectores. La caballería sertoriana fingió ceder al principio, retirándose, pero luego rodeó a la legión por la derecha y cargó contra su retaguardia mientras la infantería rebelde, que ya había masacrado a los recolectores, les caía por al frente.
Pronto, la legión fue aplastada completamente y el procónsul tuvo que salir con todo su ejército para salvarla pero entonces Sertorio desplegó a todo el resto de su ejército sobre la colina. Ante esa amenaza, Pompeyo debió cancelar el movimiento y contemplar la masacre de sus hombres. Según Livio (cuyo testimonio recoge Frontino), ese día murieron 10.000 pompeyanos junto a todo su bagaje.

## Consecuencias
Entre tanto, Metelo había vencido a Hirtuleyo y destruido a su ejército. El rebelde logró retirarse a Lusitania con unos pocos seguidores. Poco después, en Belgida (probablemente Segeda), Sertorio volvió a vencer a Pompeyo, causándole otras 10.000 bajas. Debido a esto, Sertorio decidió poner su atención en Metelo mientras dejaba a sus lugartenientes la misión de acabar con Pompeyo.